# Trabanca
Trabanca es un municipio y localidad española de la provincia de Salamanca, en la comunidad autónoma de Castilla y León. 
Se encuentra en la subcomarca de La Ramajería, perteneciente a la comarca de Vitigudino que básicamente se corresponde con la actual partido judicial de Vitigudino. Su término municipal cuenta con una superficie total de 29,70 km² en un único núcleo de población que, según los datos demográficos recogidos en el padrón municipal elaborado por el INE en el año 2020, tenía una población de 177 habitantes.
Debido a su situación en un cruce de caminos, es uno de los principales puntos de entrada al espacio natural protegido de las Arribes del Duero. Es uno de los municipios más activos en la promoción de los valores naturales de este espacio natural, como atestigua la creación de una infraestructura municipal que, bajo la denominación de Centro de Recepción de Visitantes, pretende dar a conocer los lugares más emblemáticos y desarrollar actividades que den a conocer las tradiciones socioculturales del municipio y de otros municipios de su entorno.

## Toponimia
Según Riesco Chueca, el nombre de este pueblo salmantino remite a un antiguo apelativo que aún sobrevive en la zona noroeste de la península ibérica. Su origen, sin embargo, no está claro, pudiéndose referir a la clásica obra de represa que permite la derivación de agua para el riego de prados o a la presencia de una viga o tronco para salvar un arroyo o, incluso, puede hacer referencia a un árbol corpulento. De las tres opciones, el autor da más crédito a la primera, por lo que en origen seguramente se refirió a una represa sobre la rivera de la Pasadera. El gentilicio de sus vecinos es trabanquino.

## Geografía
Trabanca se encuentra situada en el noroeste de la provincia de Salamanca. Dista 73 km de Salamanca capital. 
Forma parte de La Ramajería. No se adscribe a ninguna mancomunidad y se integra dentro del partido judicial de Vitigudino.
| Noroeste: Fermoselle (Zamora)   | Norte: Fermoselle (Zamora) | Nordeste: Cibanal (Zamora) |
| Oeste: Villarino de los Aires   |                            | Este: Almendra             |
| Suroeste: Cabeza de Framontanos | Sur: Ahigal de Villarino   | Sureste: El Manzano        |

Es un municipio de forma alargada de norte a sur que cuenta con una superficie es de 2951,63 ha con una altitud media de 745 m, encontrándose gran parte de su término incluido en el espacio natural protegido de Arribes del Duero, tanto por la figura de parque natural, como los de LIC y ZEPA en la Red Natura 2000.

### Geomorfología
En su término municipal se distinguen dos zonas de diferente geomorfología. La zona norte, tiene las características geológicas de las arribes, con los cañones graníticos y sus valles encajados. Junto a ella, el resto de su territorio es una penillanura evolucionada, en cuanto que la erosión ha hecho salir a la superficie las rocas ígneas, especialmente granitos, y rocas metamórficas.

### Hidrología
Su término municipal se encuentra en la cuenca del Duero, siendo el Tormes el afluente que bordea por el norte el municipio y lo que limita con la provincia de Zamora, en el tramo comprendido entre Almendra y Villarino de los Aires. Debido a la naturaleza rocosa de este territorio, el Tormes actúa como drenaje de las posibles aguas subterráneas, pese a lo cual existen numerosas charcas aprovechadas para usos ganaderos, así como fuentes y arroyos de menor importancia, caracterizados por un marcado estiaje en la estación seca.

## Historia

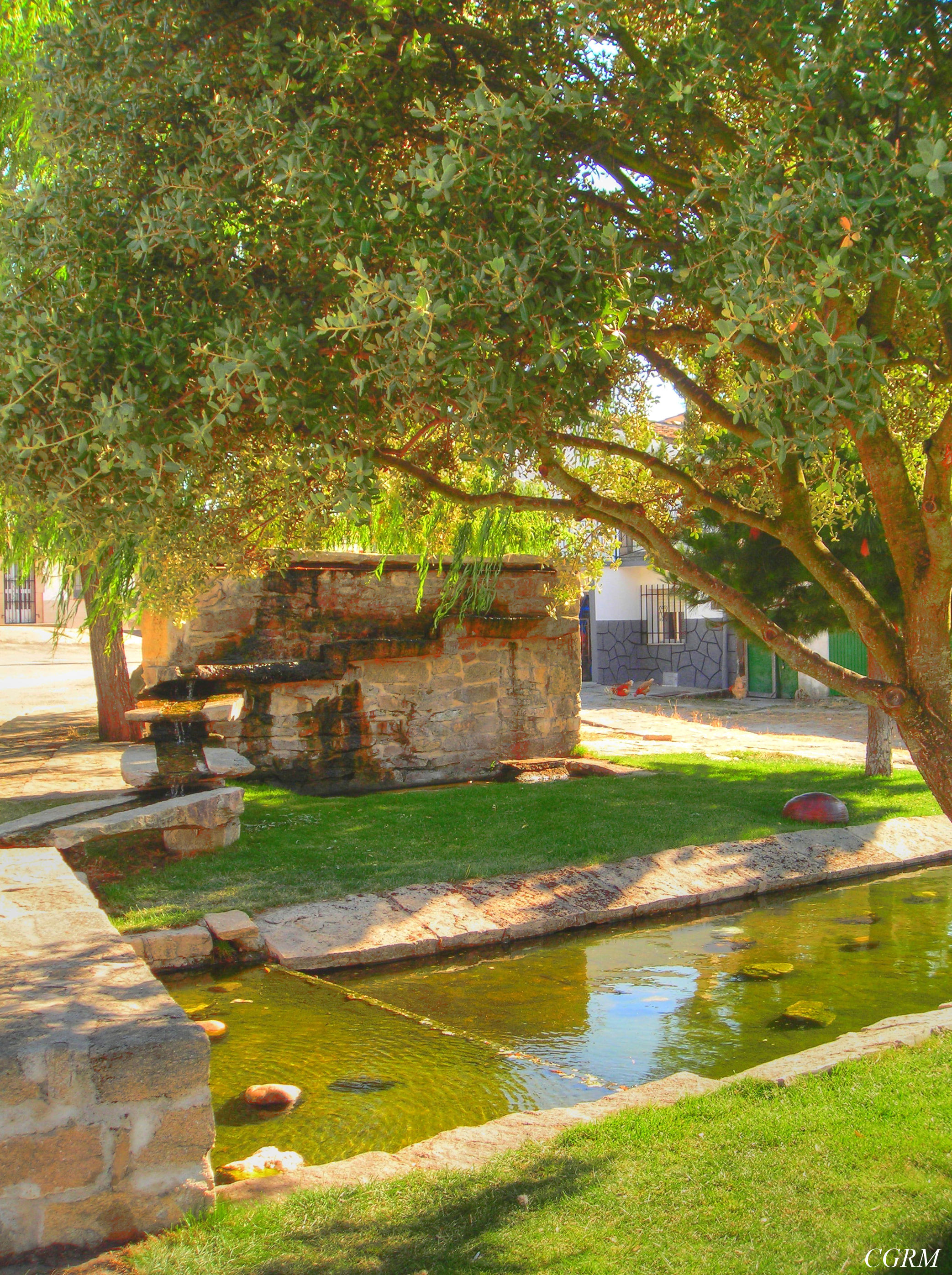
La fuente

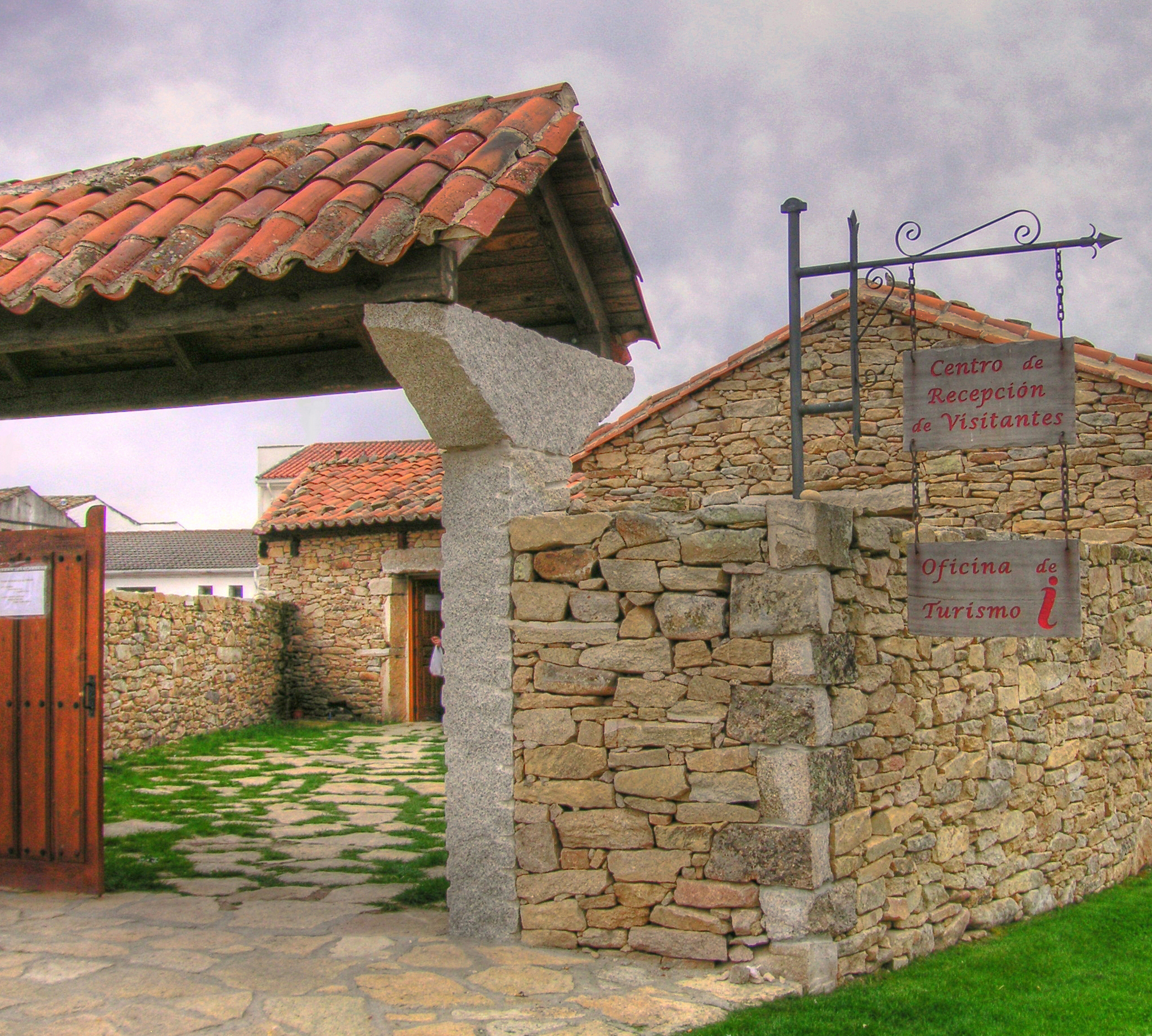
Centro de recepción de visitantes

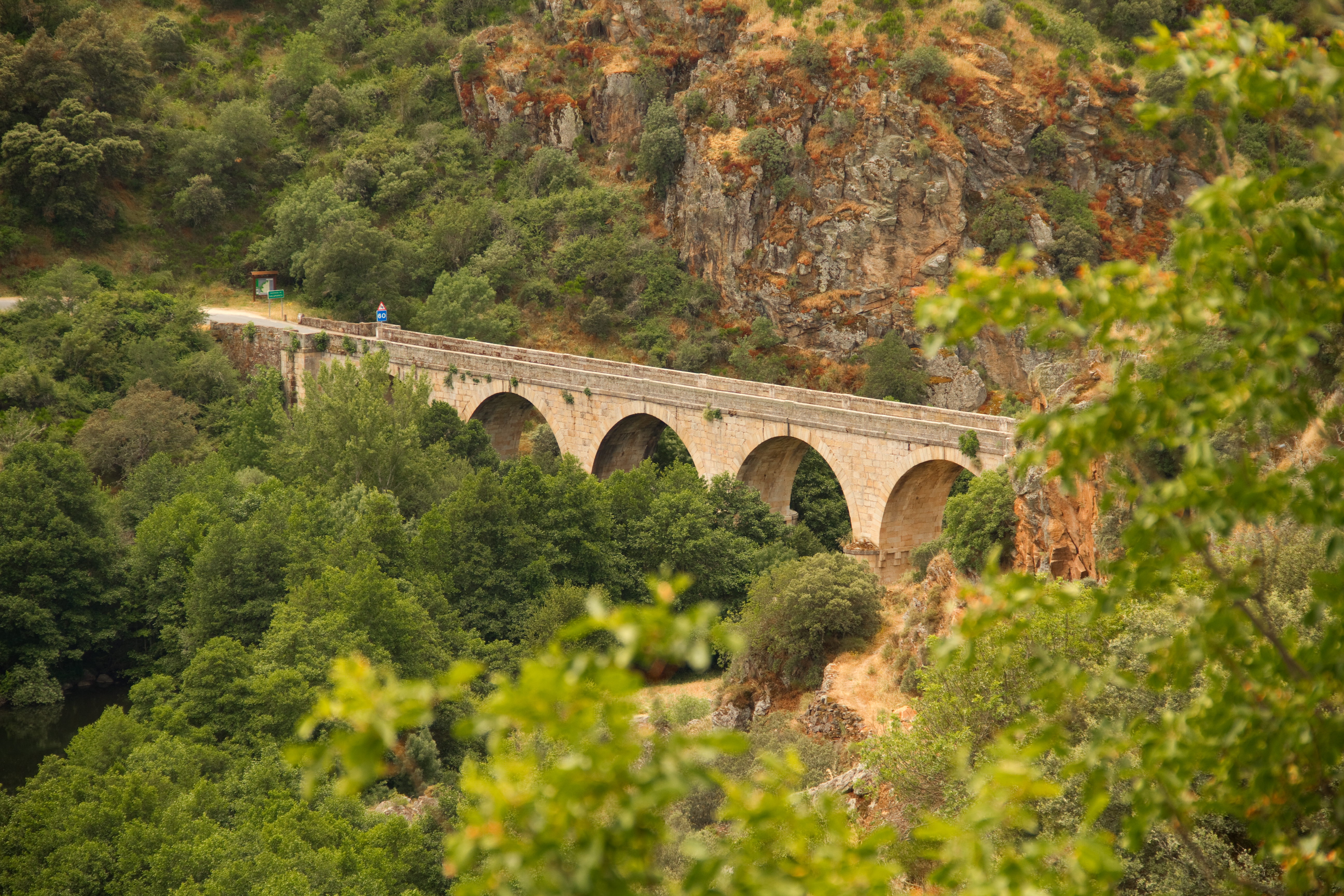
El puente de San Lorezo, en el puerto entre Fermoselle y Trabanca

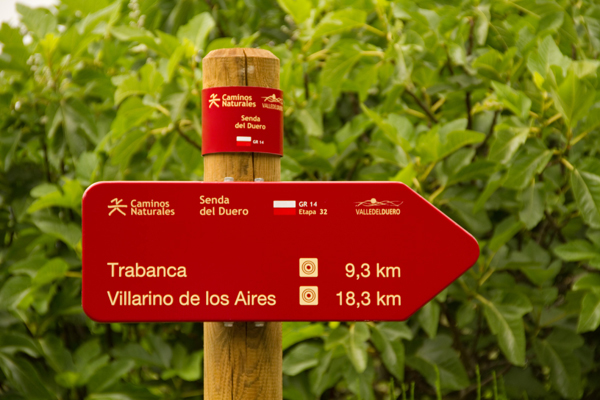
Señal indicativa del GR-14 junto al puente de San Lorenzo

Se han detectado diversos yacimientos protohistóricos que evidencian la presencia del ser humano en Arribes, pero suelen contener vestigios de materiales de escasa entidad y número. Como ejemplo de cronología Calcolítica y del Bronce se puede señalar en Trabanca el yacimiento de «Peñas de la Cruz» que, como otros de su época y en torno, carece de evidencias estructurales o de cualquier vestigio de hábitat o poblamiento. Tampoco se detectan micro relieves que puedan hacer pensar en restos constructivos de cierta entidad. Este tipo de yacimientos son relativemente abundantes en ambas orillas del Tormes.
Trabanca, y otras poblaciones de Arribes, surgen de las primeras migraciones de tribus vetonas que se asentaron durante la Edad del Hierro (I milenio a. C.). Estos crearon un tipo de asentamiento específico que se aglutinó bajo la denominación de castros y cuya consecuencia fue el punto final al estatus seminómada de las recién llegadas tribus indoeuropeas. El territorio de Arribes se llenó de este tipo de asentamientos (Saldeana, Las Merchanas o de Bermellar, entre otros), pero en el caso de Trabanca, los vestigios de poblamiento hallados hasta el momento nos trasladan a la época romana. Así lo atestiguan los dos yacimientos testados que existen en el casco urbano del propio pueblo y los dos próximos al puente de San Lorenzo, especialmente el situado en la zona del «Barquito», datada entre la época Altoimperial y Tardorromana. Estos asentamientos, junto a otros próximos detectados en Fermoselle, Villarino de los Aires (teso de San Cristóbal), Pereña o Almendra (El Almendrino), muestran una tupida red de poblados interconectados que incluso contaban con contacto visual.
No existe un patrón claro de la repoblación leonesa de este territorio, en cuanto que pudo haber grupos poblacionales que estarían conformados por comunidades que sobrevivieron desde época visigoda, junto con los asentamientos populares de campesinos del norte de la península. Para concretar hay que revisar los yacimientos existentes y, en el caso de Trabanca, ya integrada en el Alfoz de Ledesma, se documenta el yacimiento de «San Pablo», situado al sureste del casco urbano y bajo este, donde se localiza una necrópolis y un asentamiento rural, medieval o tardoantiguo preexistente o coetáneo al del actual pueblo.
Lo cierto es que Trabanca fue uno de los 187 lugares que quedaron vinculados a la villa de Ledesma y su Tierra, en concreto dentro de la roda de Villarino. Un hecho relevante fue que en 1462, se donó en condición de condado la Villa y Tierra de Ledesma a don Beltrán de la Cueva perdiendo con ello su condición de realengo. El cambio supuso un giro importante para estas aldeas, en cuanto que supuso su inclusión dentro de un entramado plenamente feudal y el incremento de la carga fiscal que hasta entonces había sido bastante más exigua. La jurisdicción señorial del condado de Ledesma, en manos del duque de Alburquerque, se prolongó en el tiempo hasta principios del siglo XIX y al igual que la transferencia de la propiedad de las tierras a los vecinos que las cultivaron durante generaciones, salvo en el caso de Trabanca que pudieron comprarlas casi a mediados del siglo XX. De los inicios de esta estapa feudal hay referencia documental que constata la existendia en Trabanca de una iglesia dedicada a Nuestra Señora.
Trabanca continuó perteneciendo al partido de Ledesma y a la roda de Villarino durante el siglo XVIII. Era propiedad del marqués de Zigueruelo, vecino de Mazán y del señorío perteneciente al Duque de Alburquerque. Contaba con tres hojas de cultivo que se denominaban las «Arruyas», «Peña Alcántara» y la «Valdescondido» que eran dedicadas a la producción de centeno y herrén. Cuenta con una ganadería compuesta por cabaña lanar, caprina y avícola, además de la apicultura. Su población asciende a cuarenta y seis vecinos -incluidos viudas y servicio—, cuenta con cuarenta y cuatro casas habitables, treinta y cuatro pajares, seis corrales una panera y una fragua. Como oficios, consta la existencia de un herrero, un guardia de pan, un montaraz seis jornaleros puros y dos labradores incluidos hijos y criados, junto con dos pobres de solemnidad.
De esta extensa época señorial ha quedado en la comarca una curiosa historia que hace referencia a que el pequeño término que tiene Trabanca se debe a que la zona conocida como «Media Trabanca» la perdió el duque de Alburquerque, también conde de Ledesma, en una partida de tute: «la media Trabanca ya no es del duque, la perdió una noche jugando al tute». Si bien este dicho parece ser poco fiable desde un punto de vista histórico, pero sí que puede tener enlace con el pleito que durante años mantuvo el pueblo de Villarino contra el duque por la llamada Media Trabanca, que finalmente el rey puso en manos del municipio.
La creación de las actuales provincias, mediante la división territorial de España en 1833, situó al municipio de Trabanca dentro de la región leonesa, y concretamente en la provincia de Salamanca. Ya en el siglo XX, cabe señalar que los vecinos de Trabanca compraron en 1941 las tierras del Marqués del Castelar.

## Demografía
Trabanca cuenta con una población de 160 habitantes (INE 2024).
| Gráfica de evolución demográfica de Trabanca entre 1842 y 2021                                                      |
| |
| Población de derecho según los censos de población del INE Población de hecho según los censos de población del INE |

Según el Instituto Nacional de Estadística, Trabanca tenía, a 1 de enero de 2020, una población total de 177 habitantes, de los cuales 84 eran hombres y 93 mujeres. Por tanto, la pérdida de población del municipio en el periodo 2000-2020 ha sido de 68 habitantes, lo que supone un decrecimiento del 27 %.

## Símbolos

### Escudo
El escudo heráldico que representa al municipio fue aprobado el 21 de noviembre de 2014 con el siguiente blasón:

«Escudo español redondeado en punta, cortado y medio partido. Primer cuartel de azur, encina terrazada con hojas y sin fruto a su color, escoltada en el lado diestro por un toro partido pasante en sable, a la siniestra oveja paciendo en oro y cordero pasante en oro. Segundo cuartel de gules, iglesia parroquial en oro, mazonada de sable y aclarada de azur. Tercer cuartel de planta, ondas de azur surmontadas de puente de cinco ojos a su color mazonado en sable, todo ello surmontado de dos buitres de sable colocados en palo. Lo timbra Corona Española cerrada»
Boletín Oficial de Castilla y León nº 18 de 28 de enero de 2015

## Administración y política

### Gobierno municipal
| Periodo   | Nombre                           | Partido | Partido                                  |
| --------- | -------------------------------- | ------- | ---------------------------------------- |
| 1979-1983 | Antonio Martín Hernández         |         | Unión de Centro Democrático (UCD)        |
| 1983-1991 | Ángel G. Hernández Pacho         |         | Partido Socialista Obrero Español (PSOE) |
| 1991-1999 | Porfirio Pacho Martín            |         | Partido Popular (PP)                     |
| 1999-2011 | José Luis Pascual Criado         |         | Partido Socialista Obrero Español (PSOE) |
| 2011-2015 | Víctor Manuel Pacho Benítez      |         | Partido Popular (PP)                     |
| 2015-2016 | Ismael Ignacio Pacho Pacho       |         | Partido Socialista Obrero Español (PSOE) |
| 2016-2018 | Jesús Borrego Vicente            |         | Partido Socialista Obrero Español (PSOE) |
| 2018-2019 | Vicente García Vaquero           |         | Partido Socialista Obrero Español (PSOE) |
| 2019-2025 | María Neftalina Martínez Vicente |         | Partido Popular (PP)                     |
| 2025-act. | Víctor Armental Pacho            |         | Partido Popular (PP)                     |

El Ayuntamiento de Trabanca arrastra graves problemas económicos y de gestión que han provocado una deuda acumulada de aproximadamente 434 000 euros en 2023, lo que equivale a unos 2480 euros por habitante en este municipio de menos de 200 vecinos, posicionándose así, con estos datos, como la localidad con mayor deuda per cápita en la provincia.
Los problemas financieros del municipio se remontan al menos a 2011, cuando el entonces alcalde del PP, Víctor Manuel Pacho, denunció que la anterior corporación, del PSOE, había dejado una deuda cercana al millón de euros. Posteriormente, la alcaldesa María Neftalina Martínez Vicente, también del PP, asumió el cargo en 2019 y, al poco tiempo, señaló que la deuda heredada oscilaba entre 800 000 y 900 000 euros, aunque la cifra exacta era difícil de determinar debido a la desaparición de documentación contable tras el fin de la legislatura en 2012.
Además, el Ayuntamiento no ha rendido nunca su cuenta general al Consejo de Cuentas de Castilla y León, lo que ha impedido la fiscalización externa de su gestión y ha llevado a la retención de las entregas a cuenta de la participación en tributos del Estado, limitando el acceso a subvenciones del Gobierno central.
En 2025, la alcaldesa, María Neftalina Martínez Vicente, presentó su dimisión, puesto que Hacienda le había notificado el embargo de su pensión personal por causa de las deudas del Ayuntamiento, una situación que ya había experimentado en una legislatura anterior, y que Martínez expresó que no estaba dispuesta a pasar nuevamente, además de indicar que se sintió sola durante su mandato, sin apoyo de sus compañeros de equipo.
Tras su renuncia, Víctor Armental Pacho asumió la alcaldía. Armental, integrante del PP, había intentado previamente una moción de censura contra Martínez, aunque esta no prosperó. Al asumir el cargo, describió la situación del Ayuntamiento como caótica, no solo en términos económicos, y destacó la falta de transparencia en la gestión anterior.
Ante esta situación, el Consejo de Cuentas de Castilla y León ha decidido auditar determinadas áreas del Ayuntamiento de Trabanca por «criterios de riesgo», con el objetivo de esclarecer la situación financiera y permitir al municipio acceder nuevamente a las participaciones en tributos del Estado.
| Partido político                         | 2023  | 2023  | 2023       | 2019  | 2019  | 2019       | 2015  | 2015  | 2015       | 2011  | 2011  | 2011       | 2007  | 2007  | 2007       | 2003  | 2003  | 2003       |
| Partido político                         | %     | Votos | Concejales | %     | Votos | Concejales | %     | Votos | Concejales | %     | Votos | Concejales | %     | Votos | Concejales | %     | Votos | Concejales |
| Partido Popular (PP)                     | 43,21 | 55    | 3          | 51,05 | 73    | 3          | 43,93 | 76    | 1          | 65,28 | 94    | 4          | 38,35 | 79    | 3          | 36,73 | 83    | 2          |
| Partido Socialista Obrero Español (PSOE) | 29,45 | 38    | 2          | 44,06 | 63    | 2          | 51,45 | 89    | 4          | 27,08 | 39    | 1          | 56,31 | 116   | 4          | 61,50 | 139   | 5          |
| Unión del Pueblo Leonés (UPL)            | 14,73 | 19    | 0          | —     | —     | —          | —     | —     | —          | —     | —     | —          | —     | —     | —          | —     | —     | —          |
| Salamanca Importa (Salamanca Sí)         | 3,10  | 4     | 0          | —     | —     | —          | —     | —     | —          | —     | —     | —          | —     | —     | —          | —     | —     | —          |
| Coalición SI por Salamanca (SI)          | —     | —     | —          | —     | —     | —          | —     | —     | —          | —     | —     | —          | 7,64  | 11    | 0          | —     | —     | —          |

El alcalde de Trabanca no recibe ningún tipo de prestación económica por su trabajo al frente del Ayuntamiento (2017).

#### Evolución de la deuda viva municipal
El concepto de deuda viva contempla solo las deudas con cajas y bancos relativas a créditos financieros, valores de renta fija y préstamos o créditos transferidos a terceros, excluyéndose, por tanto, la deuda comercial.
| Gráfica de evolución de la deuda viva del Ayuntamiento entre 2008 y 2023                           |
| |
| Deuda viva del Ayuntamiento de Trabanca, en miles de euros, según datos del Ministerio de Hacienda |

## Monumentos y lugares de interés
El Ayuntamiento de Trabanca apuesta por crear un turismo de calidad basado en el recuerdo de las experiencias vividas en el pasado. Por ello se están llevando a cabo diferentes programas para rehabilitar las construcciones populares y así complementar el turismo de la zona con una oferta más cultural.
Entre los atractivos que se encuentran en el municipio, destacan el parque temático de construcciones tradicionales o la fragua. La fragua de Trabanca, situada en el centro del pueblo en una construcción de piedra con vigas de madera, tiene más de doscientos años. Durante mucho tiempo sirvió al pueblo para hacer las herramientas, para herrar o para realizar trabajos de decoración. Es una pequeña industria de tiempos pasados heredada de generación en generación, que se ha ido adaptando a las necesidades de cada época. Está formada por el fogón donde se caldeaba el metal, el fuelle, con el que se activaba la llama, el yunque en el que se daba forma a las piezas, la pileta del agua para enfriar las herramientas, las piezas trabajadas y todos los utensilios de trabajo (martillos, tenazas, taladradora, afiladora…).
A la entrada del pueblo desde Vitigudino se sitúa el parque temático de construcciones populares. Es un recinto de 10 000 m² dedicado a la arquitectura tradicional vinculada con las labores del campo. En él se puede contemplar todo el proceso productivo de la ganadería. Se encuentran chiviteros, lavaderos, pocilgas, puentes, portones, fuentes, cigüeñales, la casa del labrador, etc. Cada una de estas construcciones es una recreación de las que se encuentran en el parque natural de Arribes del Duero.
También es destacable el mirador del Somaero y la Falla del Peine, donde existen antiguos refugios.

## Cultura

### Artesanía
Las Arribes del Duero fue un territorio rico en artesanía, con oficios casi siempre heredados de generaciones anteriores. Hoy en día apenas hay artesanos que mantengas estas actividades, siendo el Taller de Alfarería y Cerámica de Trabanca una vía de conocer las creaciones específicas de la zona.

### Asociaciones
Trabanca cuenta con multitud de agrupaciones como la asociación Juvenil «Las Arribes del Duero», la asociación de mujeres «La Alameda», la asociación de mayores «Las Lastras», la asociación cultural «La Trabanquilla» y la asociación de Vecinos «Portrabanca». Es también la sede de la «Agrupación Europea de Cooperación Duero-Douro» (AECT) que busca reforzar los programas de cooperación y desarrollo local tanto en el territorio portugués como español para conseguir entre las poblaciones de ambas regiones la máxima cohesión económica y social y su plena digitalización.

### Teatro
En 2015 nace el grupo de teatro TRA-CA formado por vecinos que tienen en común su pasión por las artes escénicas.